# Jajčić
Jajčić (srbsky Јајчић) je vesnice v západní části Srbska, administrativně spadající pod opštinu Ljig v Kolubarském okruhu. Vesnice se nachází. Vesnice se nachází v severní části opštiny Ljig, na svahu u stejnojmenné řeky a nedaleko dálnice A2. V roce 2011 zde žilo 352 obyvatel, počet obyvatel zde setrvale klesá.
Z národnostního hlediska je obyvatelstvo v drtivé většině srbské národnosti. Místní obyvatelé jsou potomci kolonistů z okolí Sjenici a Nového Pazaru.
Východně od vesnice kdysi procházela tzv. Lajkovačská dráha (srbsky Lajkovačka pruga).